# Монофаг
Монофаг се нарича животно, което е специализирано към консумация на един вид храна. Такива са много видове безгръбначни – червеи, ракообразни, насекоми, мекотели. При гръбначните монофагията се среща много рядко – някои видове колибри, хранещи се с нектар само от един вид растение, голяма панда и др.